# Comté d'Otsego (Michigan)
Pour les articles homonymes, voir Comté d'Otsego.
Le comté d'Otsego (Otsego County en anglais) est un comté situé dans le nord de la péninsule inférieure de l'État du Michigan. Son siège est à Gaylord. Selon le recensement de 2000, sa population est de 23 301 habitants.

## Géographie
Le comté a une superficie de 1 362 km², dont 1 333 km² est de terre.

### Comtés adjacents
- Comté de Cheboygan (nord)
- Comté de Montmorency (est)
- Comté de Crawford (sud)
- Comté d'Antrim (ouest)
- Comté de Charlevoix (nord-ouest)